# Linda, Roos & Jessica
Linda, Roos & Jessica was een Nederlands zangtrio bestaande uit Babette van Veen (Linda), Guusje Nederhorst (Roos) en Katja Schuurman (Jessica). Het trio was afkomstig uit de RTL 4-soap Goede tijden, slechte tijden.

## Geschiedenis
Oorspronkelijk was het optreden van Linda, Roos & Jessica een grap. Hun debuutsingle Ademnood, geproduceerd door Fluitsma & Van Tijn en met achtergrondzang (afkomstig van de demo) van Trijntje Oosterhuis, kwam echter op nummer 1 van de Nederlandse hitparades. 
Aanvankelijk was het een gelegenheidsformatie voor het vijf-jaar bestaan van de soap Goede tijden, slechte tijden waar ze op dat moment in speelden. Door het succes van Ademnood volgde een album en nog vijf singles. 
Op 26 juli 1998 gaf de groep een afscheidsconcert in ShowbizCity in Aalsmeer.
In juni 2024 werd bekend dat Van Veen en Schuurman bezig waren om voor het 30-jarige jubileum van de groep en debuutsingle het zogenoemde Ademnood-dansfeest te organiseren. Op 28 januari werd officieel bekendgemaakt dat Het Grote Ademnood Discobal in de AFAS Live op 8 november 2025 gehouden gaat worden.
In aflevering 7030 van Goede tijden, slechte tijden die op 29 januari 2025 op Videoland verscheen, zongen Van Veen en Schuurman als hun personages Linda Dekker en Jessica Harmsen het nummer The Rose van Bette Midler, ter ere van Guusje Nederhorst die in 2004 op dezelfde dag overleed.

## Tijd in GTST
- Babette van Veen - Linda Dekker (1990–1998, 2005–2006, 2015–)
- Guusje Nederhorst - Roos Alberts (1992–2000, 2001)
- Katja Schuurman - Jessica Harmsen (1994–1999, 2025)

## Discografie

### Albums
| Album met eventuele hitnotering(en) in de Nederlandse Album Top 100 | Datum van verschijnen | Datum van binnenkomst | Hoogste positie | Aantal weken | Opmerkingen |
| ------------------------------------------------------------------- | --------------------- | --------------------- | --------------- | ------------ | ----------- |
| Linda, Roos & Jessica                                               |                       | 14-12-1996            | 19              | 38           | Goud        |

### Singles
| Single met eventuele hitnotering(en) in de Nederlandse Top 40 | Datum van verschijnen | Datum van binnenkomst | Hoogste positie | Aantal weken | Opmerkingen                              |
| ------------------------------------------------------------- | --------------------- | --------------------- | --------------- | ------------ | ---------------------------------------- |
| Ademnood                                                      | 1995                  | 25-11-1995            | 1(7wk)          | 17           | Nr. 1 in de Single Top 100 / Platina     |
| Alles of niets                                                | 11-03-1996            | 23-03-1996            | 5               | 12           | Nr. 3 in de Single Top 100 / Alarmschijf |
| Lange nacht                                                   | 18-11-1996            | 07-12-1996            | 14              | 10           | Nr. 20 in de Single Top 100              |
| Goeie dingen                                                  | 10-02-1997            | 01-03-1997            | 27              | 4            | Nr. 27 in de Single Top 100              |
| Druppels                                                      | 1997                  | 14-06-1997            | 28              | 4            | Nr. 49 in de Single Top 100              |
| 1999X                                                         | 11-05-1998            | 23-05-1998            | 33              | 3            | Nr. 41 in de Single Top 100              |

### NPO Radio 2 Top 2000
Van Linda, Roos & Jessica stond alleen Ademnood in 1999 in de NPO Radio 2 Top 2000, op plek 1596.